# 三輪勝恵
三輪 勝恵（みわ かつえ、1943年10月12日 - 2024年6月19日）は、日本の女性声優、ナレーター。大阪府出身。青二プロダクション最終所属。

## 経歴
大阪府に生まれ、4歳の頃引越して東京都港区で育つ。
幼い頃はNHK東京放送児童劇団で子役として活動した。在籍中に人形劇『ブーフーウー』のフー役に抜擢される。
國學院高等学校を経て國學院大學文学部国文科卒業。在学中は国語の教師を志しており、出身中学の教育実習をしたが全く睨みが利かず、生徒から「声がマンガみたい」とからかわれ、呼び捨てにされたことにショックを受けて教職を断念。声優の道に進んだ。
2024年6月19日、急性肺塞栓症のため死去。80歳没。訃報は同年7月1日に公表された。

## 人物
声種は「童話的で夢多いメゾソプラノ」。音域はE - D、男の子（D - B）。方言は関西弁、大阪弁。
多数のアニメ、テレビ、洋画等に出演。キュートな声で、親しみやすい、どこにでもいるような少年役を多く演じているが、元気な少女、大人の女性や老婆も演じるなど役の幅は広い。CMにも多数出演しており、ナレーションも担当。
資格・免許は中型自動車・大型自動二輪免許。中学校1級普通教員免許状（国語）、高等学校2級普通教員免許状（国語）。
趣味は山野草観賞。特技は小物作り。

### エピソード
2022年に「『帝人』（CM）のカトリーヌちゃん（演：マノン・ゴラン）のような可愛いキャラクターを、もう一度やりたいですね」と発言している。
『パーマン』では、1967年にアニメ化されてから一貫して主人公のパーマン1号（須羽ミツ夫）役を担当。藤子・F・不二雄ミュージアムで公開されている短編に参加するなど、亡くなる2024年までの半世紀以上、約57年にわたり同役を演じ続けた。また、テレビシリーズでは主題歌「ぼくらのパーマン」（1967）および「きてよパーマン」（1983）の歌唱も担当した。

## 出演
太字はメインキャラクター。

### テレビアニメ
1967年
- 黄金バット（アガルタ）
- 悟空の大冒険
- おそ松くん
- パーマン (第1作)（1967年 - 1968年、パーマン1号 / 須羽ミツ夫）

1968年
- ゲゲゲの鬼太郎（第1作）
- 妖怪人間ベム（「マネキンの首」少女ルル）
- 怪物くん（アニメ第1作）
- わんぱく探偵団（ミドリ、エリ子）

1969年
- どろろ（すけろく）
- 忍風カムイ外伝（竜太）
- ハクション大魔王（カンちゃんのおばあちゃん）
- ムーミン（1969年 - 1972年、ビフス、ガオガオ） - 2シリーズ
- ワンダーくんの初夢宇宙旅行（ワンダー君）

1970年
- サザエさん（1970年 - 1976年、西原卓磨〈初代〉、汐島浜太郎、飯田）
- タイガーマスク（吉水めぐみ）

1974年
- カリメロ（カリメロ）

1979年
- 日本名作童話シリーズ 赤い鳥のこころ（ごん）

1980年
- 怪物くん（テレビ朝日版）（1980年 - 1982年、市川ヒロシ、イタズラー）
- トム・ソーヤーの冒険（リゼット）
- ドラ・Q・パーマン（パーマン）
- ニルスのふしぎな旅（1980年 - 1981年、モルテンの子供達、ジョージ 他）

1981年
- 愛の学校クオレ物語（ニーノ）
- アニメ親子劇場（大和あずさ）
- じゃりン子チエ（1981年 - 1983年、ヒラメ）
- Dr.スランプ アラレちゃん（1981年 - 1983年、スズメちゃん）

1982年
- あさりちゃん（浜野あさり）
- ぼくパタリロ!（メリージェーン）
- 魔境伝説アクロバンチ（ミキ）

1983年
- ななこSOS（少年ドラキュラ）
- パーマン (第2作)（1983年 - 1985年、パーマン / ミツ夫）

1984年
- チックンタックン（ペン子）
- とんがり帽子のメモル（モニカ）

1985年
- オバケのQ太郎（テレビ朝日版）（1985年 - 1987年、大原正太）
- ゲゲゲの鬼太郎（第3作）（1985年 - 1987年、赤ん坊、キク、魔女、三吉）
- ルパン三世 PARTIII

1986年
- Mr.ペンペン（浜野あさり）

1987年
- シティーハンター2（武田季実子）
- ドラゴンボール（小拳）

1988年
- それいけ!アンパンマン（ダルマン、くっつき虫ペタリン）
- ひみつのアッコちゃん（1988年版）（少将）

1989年
- ビックリマン（くりの芯）

1991年
- チエちゃん奮戦記 じゃりン子チエ（1991年 - 1992年、ヒラメ）

1997年
- ゲゲゲの鬼太郎（第4作）（雪ん子）

1998年
- 遊☆戯☆王（海馬モクバ）

2002年
- わがまま☆フェアリー ミルモでポン! わんだほう（妖精ハーモ）

2006年
- うえきの法則（バンの“生きた神器”）

2007年
- ONE PIECE（リル）

2008年
- 地獄少女 三鼎（モモ）
- 魔法遣いに大切なこと〜夏のソラ〜（老女、おばあさん）

2009年
- 怪談レストラン（ゼンマイばーさん）
- ねぎぼうずのあさたろう（きんかんのお民）

2013年
- ドラえもん（テレビ朝日版第2期）（パーマン1号）

2015年
- 暗闇三太（ホネカミ地蔵、行商のおばちゃん）

### 劇場アニメ
1968年
- アンデルセン物語（ミミ）

1970年
- 氷の国のミースケ（ナリー）

1980年
- 火の鳥2772 愛のコスモゾーン（オルガ）

1981年
- 怪物くん 怪物ランドへの招待（ヒロシ）
- ユニコ（ユニコ）

1982年
- あさりちゃん 愛のメルヘン少女（あさり）
- 怪物くん デーモンの剣（ヒロシ）

1983年
- パーマン バードマンがやって来た!!（パーマン1号 / 須羽ミツ夫）
- ユニコ 魔法の島へ（ユニコ）

1984年
- 忍者ハットリくん+パーマン 超能力ウォーズ（パーマン / ミツ夫）

1985年
- Dr.スランプ アラレちゃん ほよよ!夢の都メカポリス
- 忍者ハットリくん+パーマン 忍者怪獣ジッポウVSミラクル卵（パーマン）

1986年
- オバケのQ太郎 とびだせ! バケバケ大作戦（大原正太）
- ゲゲゲの鬼太郎 妖怪大戦争（魔女）

1987年
- オバケのQ太郎 とびだせ! 1/100大作戦（大原正太）
- グリム童話 金の鳥（ハンス王子）

1989年
- ひみつのアッコちゃん（少将）
- ひみつのアッコちゃん 海だ!おばけだ!夏まつり（少将）

1991年
- うしろの正面だあれ（かよ子、ナレーション）

2003年
- Pa-Pa-Paザ☆ムービー パーマン（パーマン）

2004年
- Pa-Pa-Pa ザ★ムービー パーマン タコDEポン!アシHAポン!（パーマン）

2016年
- ポッピンQ（ジンバット）

### OVA
- ロボットカーニバル（1987年、ふく助）
- 地獄先生ぬ〜べ〜 なぞなぞ七不思議・ブキミちゃん（1998年、ブキミちゃん）

### 短編アニメ
- 藤子・F・不二雄ミュージアム Fシアター内上映作品
  - ドラえもん&パーマン 危機一髪!?（2011年、パーマン1号 / 須羽ミツ夫）
  - ドラえもん&Fキャラオールスターズ すこしふしぎ超特急（2021年、パーマン1号）[36]
  - ドラえもん＆Fキャラオールスターズ ゆめの町、Fランド（2024年、パーマン1号）

### ゲーム
- 攻殻機動隊 GHOST IN THE SHELL（1997年、フチコマ）
- スーパーマグネチックニュウニュウ（2000年、ピンコ）
- pop'n music 10（2004年、『きてよパーマン』を唱歌）
- バトルファンタジア（2007年、ワトソン）
- テイルズ オブ ザ ワールド レディアント マイソロジー2（2009年、パニール）
- ジョジョの奇妙な冒険 オールスターバトル（2013年、エンヤ婆[37]）

### ラジオドラマ
- 青山二丁目劇場（文化放送）
  - オリジナルドラマ「夕陽のうた」陽太郎
  - 「下駄の一生」下駄
  - 「紙ヒコーキ」順平
  - 「写真に閉じ込められる」
- 金光教の時間
- サイボーグ009誕生編（001 / イワン・ウイスキー）

### ラジオ
- TBSラジオエキサイトベースボール（エキベ〜）

### 吹き替え

#### 映画
- アルプスの少女ハイジ（ハイジ〈ジェニファー・エドワード〉）※NHK版
- チャーリーとチョコレート工場（ベルーカ・ソルト[38]）※日本テレビ版
- 鉄道員（サンドロ）※NETテレビ旧版

#### ドラマ
- 人気家族パートリッジ（トレイシー）

#### アニメ
- ウッドペッカー（ウッドペッカー）※フジテレビ版2代目
- スヌーピー&チャーリーブラウン（ルーシー・ヴァン・ベルト）
- なんでもチュー助
  - SPARKY（インテリの虫くん）
  - LUNO（ティム）
- 遊星ぼうやドド（ドド）

### 特撮
- コメットさん（クレオ君の声）

### CM
- バンダイ「FLペンゴ」（ナレーション）
- 帝人（ナレーション&カトリーヌの声）
- 寿がきや食品（スーちゃん）
- 井関農機（田植機「さなえ」シリーズ 生産100万台達成記念キャンペーン篇〈さなえちゃんの声〉）
- スバル・R2（R2の声）
- 花王「リセッシュ」（CM中に登場するキャラクター「ハナ」の声を担当）
- 東京靴流通センター（マックス犬）
- 産経新聞、カルビー（ピーナッツ・ルーシー）
- 住友VISAカード（ウッディ・ウッドペッカー）
- JU（子グマのマーくん）
- うたキャス「友達ブログ〜もしもんランド」（もしもん）
- エースコック「ワンタンメン」（子豚）
- エステー化学（現 エステー）「ドライペット」（ひよこ）
- フジテレビバレーボール大会（バボちゃん）
- トヨタ・オーリス Oh!リス・大いに走る篇
- 三菱・RVR 水辺のカワセミ篇（カワセミの声）
- セガ・ネットワークス（ねぎまの声）
- バンダイ「モービルタウン」（かけるくんの声）
- 講談社「テレビマガジン」（ナレーション、1990年代）
- てんとう虫コミックス『パーマン』新装版（パーマンの声）

### テレビ番組
- たのしい算数（テレス）
- 旅ずきんちゃん 〜全日本のほほ〜ん女子会〜（CBCテレビ、ナレーション）
- はたらくひとたち（フムフム）
- ビートたけしのもう1回だけ見ちゃいけないTV（2009年12月28日、TBS、ナレーション）
- ふしぎだいすき（マルコＸ、まめIII世SS、メカボーQ、スケルアイB、ハイウェイスターZ）
- ママとあそぼう!ピンポンパン（フジテレビ、ヘビのパクちゃん）

### 人形劇
- アッポしましまグー（黒猫クロ）
- こどもにんぎょう劇場
  - かさじぞう
  - みどりのゆび（チト）
  - さるじぞう
  - うさぎとかめ（かめ）
  - 月のうさぎ（猿）
  - 天狗のうちわ
  - 川辺のなかまたち
  - てぶくろをかいに（子狐）
- ダットくん（コダマ）
- ブーフーウー（フー）
- ミューミューニャーニャー（ニャーニャー）

### CD
- おかあさんといっしょ40年の300曲
- パーマンザ★ベスト
- あっちむいて どっちむいて ピヨッち（2003年発売、歌：小林亜星&木屋響子&三輪勝恵）

### パチンコ・パチスロ
- CR怪物くん デーモンの剣（市川ヒロシ）

### その他コンテンツ
- マグロのまぐ郎（魚売り場の販促用テープ）
- スーパーおうむ君（中部電力 でんきの科学館のマスコットキャラクター）
- ユウユウ（中部電力 浜岡原子力館のマスコットキャラクター）
- セブン-イレブン マルチメディア端末（セブンナビ）